# フー・ノウズ・ホワット・トゥモロウズ・ゴナ・ブリング
『フー・ノウズ・ホワット・トゥモロウズ・ゴナ・ブリング』（原題：Who Knows What Tomorrow's Gonna Bring?）は、アメリカ合衆国のジャズ・ミュージシャン、ジャック・マクダフが「ブラザー・ジャック・マクダフ」名義で1970年12月に録音・1971年にブルーノート・レコードから発表したスタジオ・アルバム。

## 背景
収録曲「フーズ・ピンピン・フー?」は歌詞も含まれたボーカル・ナンバーで、マクダフとレイ・ドレイパーがボーカル・パートも兼任した。後にピーター・ガブリエル・バンドやキング・クリムゾン等で活動するトニー・レヴィンが、プロのベーシストとして最初期に参加したアルバムの一つである。マクダフは本作を最後にブルーノートからカデット・レコードへ移籍した。

## 評価
Thom Jurekはオールミュージックにおいて5点満点中3.5点を付け「ドクター・ジョンの『グリ・グリ』とジム・ディッキンソンの『ディキシー・フライド』を混ぜ合わせて、ジャズ・バンドを従えた作品と考えてほしい」「マクダフが残してきた膨大な数の作品のどれとも異なり、『ムーン・ラッピン』以上に風変りである」と評している。また、Germein Linaresは2005年、All About Jazzにおいて「スウィングやバップよりも、ファンク/ソウル色がずっと強い」「収録された6曲は、グルーヴと立ち居振る舞いに惹きつけられる、キャッチーで癖になるソウルフルな作品である」と評している。

## 収録曲
特記なき楽曲はレイ・ドレイパー作。
1. フー・ノウズ・ホワット・トゥモロウズ・ゴナ・ブリング? - "Who Knows What Tomorrow's Gonna Bring?" - 5:57
2. ヤ・ヤ・ヤ・ヤ・ヤ・ヤ - "Ya Ya Ya Ya Ya Ya" - 9:45
3. フーズ・ピンピン・フー? - "Who's Pimpin' Who?" - 5:44
4. クラシック・ファンク - "Classic Funke" (Jack McDuff) - 7:24
5. ヤール・リメンバー・ブギー? - "Ya'll Remember Boogie?" - 4:50
6. ワンクズ・サング - "Wank's Thang" (J. McDuff) - 6:04

## 参加ミュージシャン
- ジャック・マクダフ - ハモンドオルガン、ボーカル
- ポール・グリフィン - ピアノ
- ジョー・ベック - ギター
- ランディ・ブレッカー、オル・ダラ - トランペット
- ディック・グリフィン、ジョン・ピアソン - トロンボーン
- トニー・レヴィン - エレクトリックベース
- ドナルド・マクドナルド - ドラムス
- レイ・ドレイパー（英語版） - チューバ、パーカッション、ボーカル
- マイク・マイニエリ - パーカッション